# Zeta Arae
Désignations
Zeta Arae (ζ Ara / ζ Arae) est une étoile de la constellation de l'Autel.
Zeta Arae est une géante orange de type K ayant une magnitude apparente de 3,12. Elle est située à environ 574 années-lumière de la Terre.